# Diaka
Diaka är en ort i Burkina Faso.   Den ligger i regionen Est, i den centrala delen av landet, 150 km nordost om huvudstaden Ouagadougou. Diaka ligger 290 meter över havet och antalet invånare är 2 479.
Terrängen runt Diaka är platt. Runt Diaka är det ganska glesbefolkat, med 47 invånare per kvadratkilometer.. Diaka är det största samhället i trakten.
Trakten runt Diaka består i huvudsak av gräsmarker.